# Bendestorf
Bendestorf é um município da Alemanha localizado no distrito de Harburg, estado da Baixa Saxônia. Está situado a cerca de 30 km ao sul de Hamburgo.
Pertence ao Samtgemeinde de Jesteburg.